# 北アメリカ航空宇宙防衛司令部
座標: 北緯38度44分40秒 西経104度50分48秒 / 北緯38.744331度 西経104.84668度
北アメリカ航空宇宙防衛司令部（きたアメリカこうくううちゅうぼうえいしれいぶ、英: North American Aerospace Defense Command、略称:NORAD、ノーラッド）は、アメリカ合衆国とカナダが共同で運用している連合防衛組織で、北アメリカ（アメリカ合衆国とカナダ）の航空や宇宙に関して、観測または危険の早期発見を目的として設置されている。24時間体制で人工衛星の状況の観測、地球上の核ミサイル・弾道ミサイルの発射警戒や、戦略爆撃機の動向監視などを行っている。1958年5月、NORAD協定が締結され、既存のCONAD（Continental Air Defense Command、大陸防空司令部）を改組し設置された。

## 指揮系統

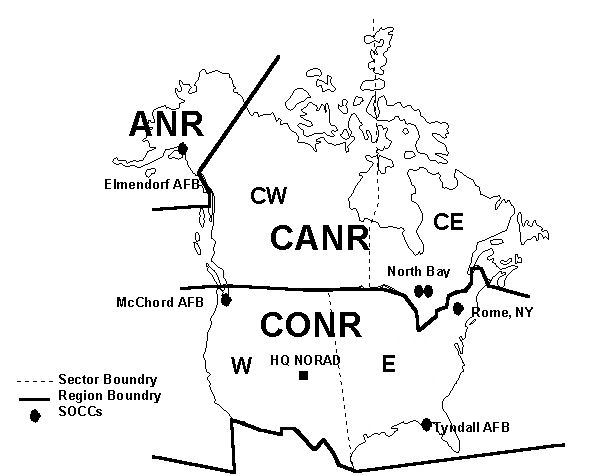
NORADの各管区

NORADの指揮監督はアメリカ合衆国大統領とカナダ首相が共同で行っている。司令部はコロラド州コロラドスプリングスのピーターソン宇宙軍基地に所在する（2006年から）。地下司令部がシャイアン・マウンテン空軍基地にある。地域別に3個管区が置かれており、アラスカ管区(Alaskan NORAD Region, ANR)はアラスカ州エルメンドルフ空軍基地、アメリカ本土管区(Continental U.S. NORAD Region, CONR)はフロリダ州ティンダル空軍基地、そしてカナダ管区(Canadian NORAD Region, CANR)はマニトバ州ウィニペグ空軍基地に各管区の指揮所が所在する。
慣例的に、NORADの司令官はアメリカ軍において北米地域を管轄する地域別統合軍であるアメリカ北方軍（USNORTHCOM）司令官（大将）が兼任し、副司令官はカナダ空軍の将官（中将）が務める。
NORADおよびアメリカ北方軍は国土安全保障省とは直接の指揮関係は無いが、どちらの機関とも常々危機管理に対して対策検討している。

## サンタクロースの追跡

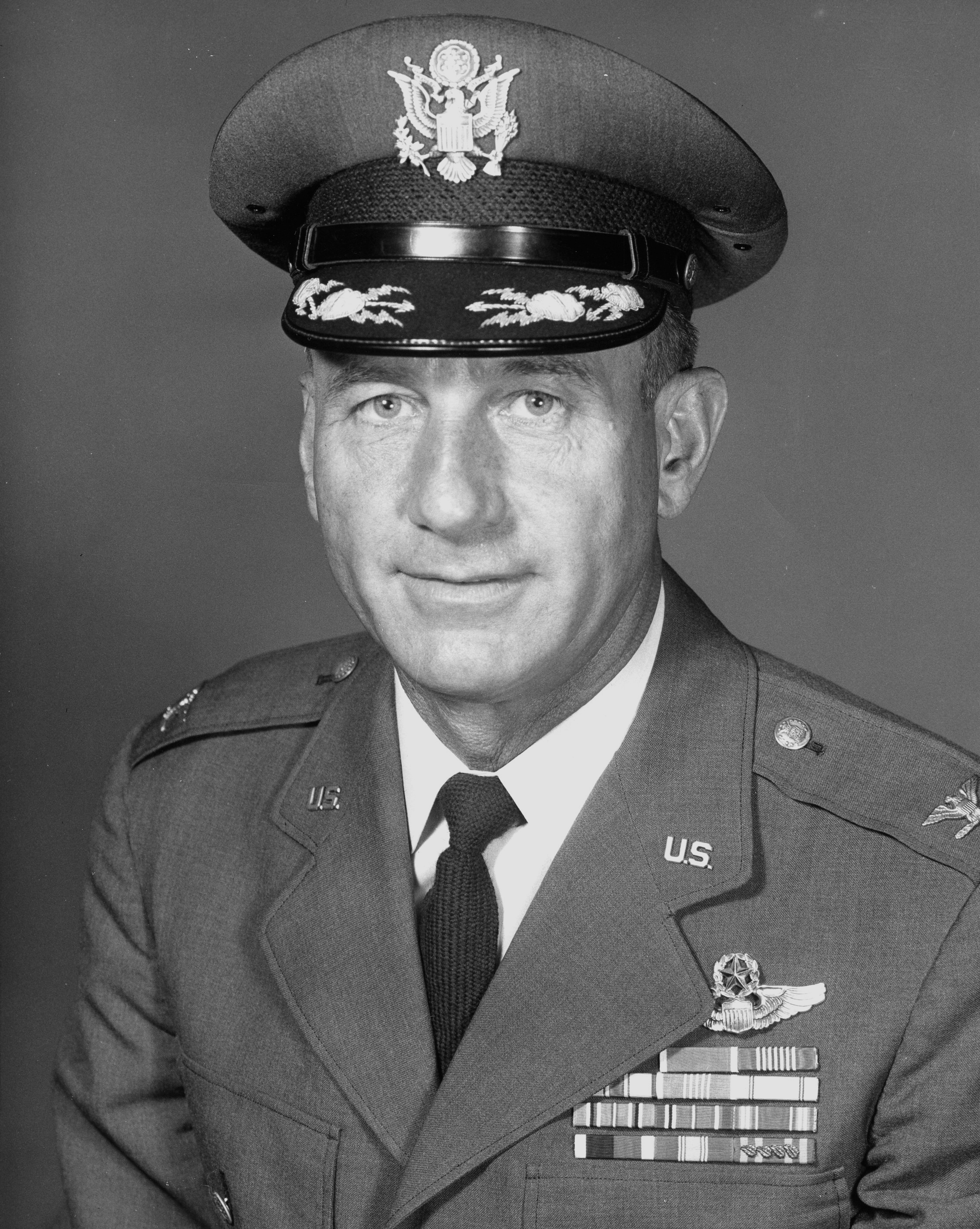
ハリー・シャウプ大佐

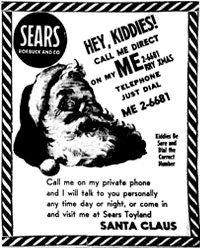
アメリカの百貨店シアーズの広告。この「632-6681」が当時のCONADの司令部の番号だった。

ノーラッドはクリスマスになると「ノーラッド・トラックス・サンタ」（NORAD Tracks Santa）として、毎年サンタクロースを追跡している。冷戦の真っ只中の1955年から、CONADが開始したものを受け継ぎ、2004年で50周年を迎えた。
きっかけは、コロラドの百貨店・総合スーパーのシアーズ (Sears) が、子供向けにサンタクロース・ホットラインを開設したときの広告に誤植があり、誤った電話番号を載せてしまったことから始まる。その番号は偶然にも当時のCONAD司令長官席へのホットラインで、子供からの電話を受けたハリー・シャウプ大佐（1917年9月29日 - 2009年3月14日）が「レーダーで調べた結果、サンタが北極から南に向かった形跡がある」とユーモアを込めて回答して以来、クリスマスの恒例行事になった。
1998年から毎年クリスマス・イヴになると、サンタクロースの出発を「レーダーで確認」、その飛行を「偵察衛星とイージス艦とサンタカメラネットワークで追跡」し、戦闘機をカナダのユーコンからメキシコのメキシコ・シティーまで飛ばして、「アメリカの領域内にいるサンタを追跡」する。これらの情報を提供するために、多くの軍事スタッフや民間人職員らがボランティアとして、電子メールや電話等の応対を務めている。
インターネットが普及して以降は、公式サイトにて、クリスマス・イヴの夜から行なっている追跡の模様を、動画を用いて中継している。2006年の日本地域の中継では「新幹線や富士山と比較し速度検証した結果、サンタクロースの速度は新幹線の100倍」と言及した。
サンタ追跡には多くの企業が協力しており、2004年から追跡プロジェクトに関わっていたGoogleは、2007年から2011年にかけてノーラッドの公式パートナーとして、Google Earthを用いての現在位置ストリーミング表示やモバイル版Google マップによる携帯端末からの位置確認などのサービスを提供。2012年はマイクロソフトを公式パートナーとして地図サービスにBing Mapsを使用している。
カナダ空軍では領空内でサンタをエスコートするCF-18 ホーネットのパイロットや整備員を毎年選出しメディアに発表している。
なお、シーズン以外の公式ウェブサイトには、休暇中のサンタクロース画像が表示される。

## フィクション

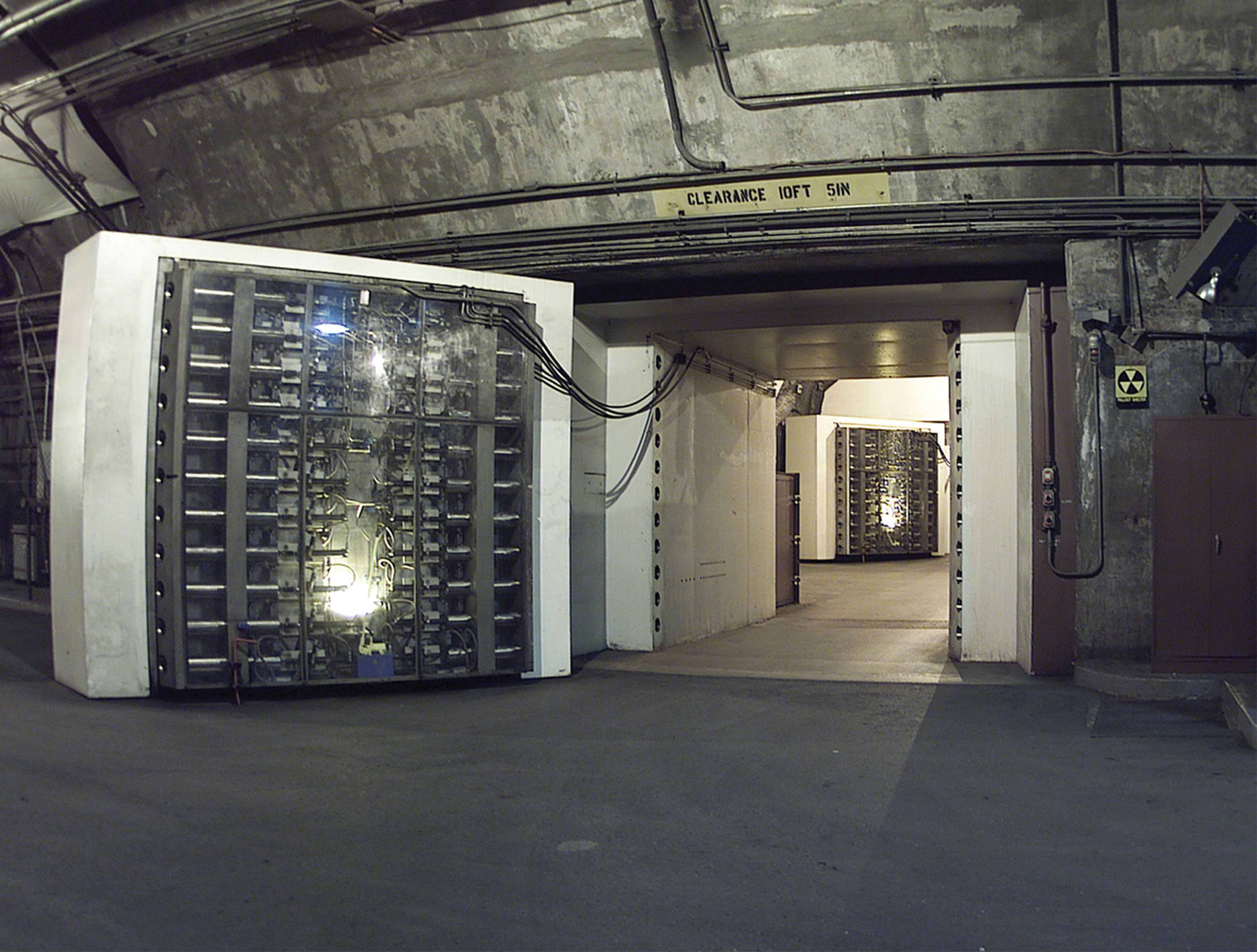
映画「ウォー・ゲーム」にも登場したシャイアン・マウンテン空軍基地のNORAD地下司令部入り口の隔壁

- ジョン・バダム監督の映画「ウォー・ゲーム」(1983年公開)で、主人公がハッキングする戦略防衛シミュレーションコンピューター“WOPR”（War Operation Plan Response―戦争作戦計画対応）がここ（シャイアン・マウンテンの地下司令部の方）に設置されている事になっている。
- テレビドラマ「スターゲイト SG-1」では、1928年にエジプトのギザで発掘されたスターゲイトがシャイアン山の地下28階で保管、稼動されているという設定。
- テレビアニメ「機甲戦記ドラグナー」で、主人公たちがD兵器のパイロットの登録解除をするために訪れるが、結局たらい回しにされた上に、敵の襲撃を受ける。ちなみにここでは地球連合軍の総司令部という設定。
- 映画「インデペンデンス・デイ」では、エイリアンからの攻撃に備えて副大統領や閣僚などがここに避難していたが、エイリアンの襲撃を受け全滅したことになっている。
- コンピューターゲーム「メタルギアソリッド ピースウォーカー」では、ピースウォーカーから送信された「ソ連からアメリカ本土に向けてICBM1500基が発射された」という偽装データを受信し、ソ連への報復攻撃を実行しようとする。 また音声ログの一部にノーラッドのサンタ追跡に関するやりとりも収録されている。
- コンピューターゲーム「コール オブ デューティ モダン・ウォーフェア2」で、ロシア軍の謀略によって米国のSOSUS及び軍事衛星のほぼすべてが機能不全に陥り、アラスカ、東海岸、西海岸にて多数の国籍不明機の機影が直前まで探知できず本土侵攻を許してしまう。
- 仏さんじょの漫画「年中無休★サンタさん!」では、サンタとその敵である“プレゼンツ”の戦いを1955年からレーダー網によって追跡していた。最終決戦の前には、弾頭を取り外したSLBMトライデントIIを決戦の地への移動手段として提供して主人公達に協力する。
- テレビアニメ「クロムクロ」では、国際連合所属の黒部ダムに位置する黒部研究所が受信する衛星軌道上における情報はすべてNORADから入電している
- 藤井太洋の小説「オービタル・クラウド」では、ASM140(ホウセンカ)と呼ばれる対衛星兵器を利用した作戦の指揮をNORADが担当する。登場人物の中ではリンツ大佐とダレル軍曹が所属している。